# Estació de trens de Pétange
L'Estació de trens de Pétange (en luxemburguès: Gare Péiteng; en francès: Gare de Pétange, en alemany: Bahnhof Petingen) és una estació de trens que es troba a Pétange al sud-oest de Luxemburg. La companyia estatal propietària és Chemins de Fer Luxembourgeois. L'estació és la terminal principal de la línia 60 CFL, que connecta la Ciutat de Luxemburg sud-oest del país

## Servei
Pétange rep els serveis ferroviaris pels trens de Regionalbahn (RB), Regional Express (RE) i Transport express régional (TER) amb relació a les línia 50 CFL, línia 70 CFL i línia 80 CFL entre Ciutat de Luxemburg i Rodange o Athus o Lonwy (França)